# Stenosmia flavicornis
Stenosmia flavicornis är en biart som först beskrevs av Morawitz 1878.  Stenosmia flavicornis ingår i släktet Stenosmia och familjen buksamlarbin. Inga underarter finns listade i Catalogue of Life.